# ミスプラネットジャパン
ミス・プラネット ジャパン（Miss Planet Japan）は、地球環境保全と社会貢献を重視する国際的なミスコンテストで、「Miss Planet International」（ミス・プラネット インターナショナル）の日本代表を選出するための大会である。

## 基本情報
イベントの種類：社会貢献型ミスコンテスト
正式名称：ミス・プラネット ジャパン（Miss Planet Japan）
開催時期：年1回（例：2024年は9月17日開催予定）
初回開催：2021年
会場：主に東京都内（例：五反田、大井町、横浜など）
| Miss Planet Japan | |
| 略称              | MPJ                                                                                                  |
| 標語              | 地球環境を考えるミスコンテスト                                                                       |
| 設立              | 2021年にカンボジアで創設されたMiss Planet Internationalに伴い、日本代表選考として始動 。             |
| 設立者            | 日本ミスコンテスト協会/内田洋貴（運営代表）                                                          |
| 種類              | ミス・コンテスト（ビューティーページェント）                                                         |
| 目的              | 美しさだけでなく環境意識・社会貢献・発信力を兼ね備えた“サステナブルな未来のリーダー”を選出すること。 |
| 本部              | 東京都                                                                                               |
| 公用語            | 日本語、英語                                                                                         |
| 主要機関          | 日本ミスコンテスト協会                                                                               |
| 関連組織          | MISSPLANETInternational                                                                              |
| ウェブサイト      | http://miss-japan.net/missplanetjapan/missplanetjapan                                                |

## 県代表選考方法
日本全国の都道府県で開催されるベストオブミスの都道府県大会にてミスプラネットのグランプリを獲得して県代表になりミスプラネット日本大会に進む

## 歴代日本代表
🇯🇵 歴代「Miss Planet Japan」代表者
| 年度 | 日本代表                     | 備考 |
| ---- | ---------------------------- | --- |
| 2021 | 伊藤芹那 (Serina Itou）      | 初年開催。 |
| 2022 | 大野 あや (Ono Aya)          | Miss Planet International 2022に日本代表として出場し、**2nd Runner‑Up（準優勝）**の成績を収めましたウィキペディアJ Women's Collection |
| 2023 | 西森 夢実 (Yumiko Nishimori) | 世界大会2023の出場国リストに「Japan – Yumiko Nishimori」の名前が記載されていますウィキペディア                                        |
| 2024 | 森 奈々 (Mori Nana)          | 2024年9月17日の日本大会で福岡代表の森奈々さんが選出され、世界大会（Miss Planet International 2024、日本開催）に出場予定です           |

## Miss Planet Japan2024ファイナリスト
2024年9月17日、東京・品川で開催されたMiss Planet Japan 2024（日本大会）には、13都道府県から選ばれたファイナリストが出場しました。以下がそのラインアップです。
| 都道府県 | 氏名（かな）                           |
| -------- | -------------------------------------- |
| 北海道   | 落合 晴香（オチアイ ハルカ）           |
| 宮城     | 藤井 七星（フジイ ナナセ）             |
| 茨城     | 天沼 まりあ（アマヌマ マリア）         |
| 栃木     | 丹羽 璃音（ニワ リノ）                 |
| 埼玉     | 杉田 果穂（スギタ カホ）               |
| 千葉     | 木元 柳歌（キモト リュウカ）           |
| 東京     | 丸山 陽絵（マルヤマ アキエ）           |
| 神奈川   | 中西 美月（ナカニシ ミツキ）           |
| 新潟     | 宮城 朋佳（ミヤギ トモカ）             |
| 大阪     | 中村 佳な（ナカムラ カナ）             |
| 福岡     | 森 奈々（モリ ナナ） ※最終的に代表選出 |
| 鹿児島   | 松田 美優（マツダ ミユウ）             |
| 沖縄     | 怜奈（レナ）                           |

## Miss Planet Japan2025 ファイナリスト
| 都道府県 | 氏名          | ふりがな（ひらがな） |
| -------- | ------------- | -------------------- |
| 北海道   | 北乃 美杏     | きたの みあん        |
| 宮城県   | 豊榮 朱莉     | とよさか あかり      |
| 秋田県   | 大橋 雛       | おおはし ひな        |
| 茨城県   | 小泉 沙弥佳   | こいずみ さやか      |
| 栃木県   | 大塚 玉藍     | おおつか たまらん    |
| 群馬県   | 朝比奈 つみき | あさひな つみき      |
| 埼玉県   | 加藤 綾華     | かとう あやか        |
| 千葉県   | 富井 里桜     | とみい りお          |
| 東京都   | 星乃 しほ     | ほしの しほ          |
| 神奈川県 | 瀬下 未来     | せしも みく          |
| 富山県   | 倉谷 志保     | くらたに しほ        |
| 石川県   | 今野 未有希   | こんの みゆき        |
| 山梨県   | 阿井 美紗貴   | あい みさき          |
| 長野県   | 臺 珠来       | うてな じゅら        |
| 岐阜県   | 伊藤 梨紗     | いとう りさ          |
| 静岡県   | 杉山 佳穂     | すぎやま かほ        |
| 愛知県   | 矢田 裕里加   | やだ ゆりか          |
| 三重県   | 結城 菜月     | ゆうき なつき        |
| 京都府   | 小栗 有賀     | おぐり あるか        |
| 大阪府   | 原 かれん     | はら かれん          |
| 兵庫県   | 天使 惺来     | あまつか せら        |
| 奈良県   | 山口 真央     | やまぐち まお        |
| 和歌山県 | 三崎 海色     | みさき みいろ        |
| 鳥取県   | 松浦 未来歩   | まつうら みくほ      |
| 広島県   | 松井 夏恋     | まつい かれん        |
| 愛媛県   | 山口 恵未     | やまぐち めぐみ      |
| 福岡県   | 髙山 幸乃     | たかやま ゆきの      |
| 大分県   | 大栗 円香     | おおぐり まどか      |
| 鹿児島県 | 水梨 ことり   | みずなし ことり      |
| 沖縄県   | 金城 真美     | きんじょう まみ      |

## 起源と創設（2021年）
ミス・プラネット・インターナショナルは2019年にカンボジアで創設され、地球環境保全を目的とした国際ミスコンとして発展。日本代表選考としての「ミス・プラネット ジャパン」は、2021年に初めて開催された国内大会として開始。
大会の拡大と世界大会への進出（2022–2023年）
2022年以降、日本大会は年次開催となり、地方予選を経て13都道府県代表が選出されて日本大会に進出。全国大会で選ばれた代表が国際大会へ出場する体制が定着し、世界約60か国以上が参加する大会に日本からの正式派遣が進んでいる。
2023年には、西森由美子氏が全国大会を勝ち抜き、日本代表として世界大会に出場。
2024年には、森 奈々氏が全国大会を勝ち抜き、日本代表として世界大会に出場。
デジタル融合と社会貢献の強化（2024年）
2024年大会では、会場の模様がメタバースでライブ配信され、最新のWeb3技術を活用したリアル×デジタルのイベント形態が導入。
国内活動と次のステップ（2025年）
2025年6月9日、日本大会に向けて全国30名の代表が横浜のレッスンスタジオで事前トレーニングを開始し、ウォーキングやスピーチなどを含む総合指導が行われた。
2025年9月26日に日本大会が開催予定。代表選出後、日本国内で開催される国際大会に日本代表として出場する計画が進行中。

### 特徴
ミスコンテストの新たな形態で、美しさと地球環境保護を結びつけた国際的なイベント。
世界各国から選ばれた代表者が、美しさだけでなく環境への意識や環境保護プロジェクトに参加し、地球環境へのメッセージを広めている。
多様性の尊重：既婚者や子育て経験者も応募可能なオープンな参加条件。
デジタル配信：メタバースやSNS活用、次世代Web3技術を取り入れた参加型メディア展開。
スタイル：ロールモデルとなり、周囲にインスピレーションを与えられる、そして文化や伝統を保守し伝えていく力のある女性を輩出しています。

### 主な活動
環境啓発パレード：2025年6月8日、横浜スタジアム周辺で環境保護をテーマにファイナリストが衣装を身にまといパレードを実施。 銀色スパンコールの装いが注目を集め、海外観光客も多数足を止めた 。
地方での地域活性化：各県代表による地域PRや環境キャンペーンに参加。（例：愛知県代表・矢田ゆりかさんの出演）
オンライン発信：SNSや動画配信、ウェビナーなどを通じてSDGsや環境保護のメッセージを発信。

### 今後の展望
活動領域の拡大：国内各地での環境啓発活動、学校訪問、企業連携、オンラインイベントなどを通じたSDGs推進を計画中。
ブランド確立：デジタル×リアルの融合による次世代型ミスコンとしての認知拡大を狙う。

## ベストオブミス
ベストオブミスは、ミス・ユニバース・ジャパンを含む複数のミスコンテストの合同地方代表選考会を主催する団体です。ミス・プラネット・ジャパンもその一つで、ベストオブミスが運営するコンテストの一つです。つまり、ベストオブミスはミス・プラネット・ジャパンを含む複数のミスコンテストを束ねる組織であり、ミス・プラネット・ジャパンはその傘下にあるコンテストの一つです

## ナショナルディレクター
ミスプラネットジャパンナショナルディレクターはミスユニバースジャパンの代表を務める内田洋貴氏でありミスプラネットジャパン以外にもベストオブミスやミスユニバーシティの運営代表を務め日本ミスコンテスト協会の理事長を務める

## 関連組織
- 日本ミスコン協会(HP)
- ミスユニバーシティ(HP)
- ベストオブミス(HP)